# Ricardo Lucarelli
Ricardo Samuel Lucarelli Santos de Souza, född 14 februari 1992 i Contagem, är en brasiliansk volleybollspelare. Han blev olympisk guldmedaljör i volleyboll vid sommarspelen 2016 i Rio de Janeiro.